# Osaragi-Jirō-Preis
Der Osaragi-Jirō-Preis (jap. 大佛次郎賞, Osaragi Jirō Shō) ist ein Literaturpreis, der alljährlich von der Asahi Shimbun vergeben wird. Der Preis wird im Andenken an den Schriftsteller Osaragi Jirō für Romane, nicht fiktionale und geschichtliche Texte vergeben. Prämiert werden herausragende und vergleichende Prosatexte über Geschichte, Geistesgeschichte und Kultur. Der Preis wurde 1973, im Todesjahr des Schriftstellers, eingerichtet und vom Folgejahr an verliehen. Die Preisträger werden mit einer Medaille und einem Preisgeld in Höhe von 2 Mio. Yen ausgezeichnet.
2001 richtete die Asahi Shimbun zusätzlich den Osaragi-Jirō-Kritikerpreis (大佛次郎論壇賞, Osaragi Jirō rondanshō) ein.

## Preisträger

### 1974 bis 1980
- 1974
  - Nakano Yoshio für  Tokutomi Roka (徳冨蘆花)
  - Umehara Takeshi für Suitei no uta: Kakinomoto no Hitomaro-ron (水底の歌　柿本人麿論)
- 1975
  - Yamakawa Kikue für Oboegaki: Bakumatsu no Mito-han (覚書　幕末の水戸藩)
  - Yoshida Hidekazu für Yoshida Hidekazu zenshū (吉田秀和全集)
- 1976
  - Chin Shunshin für Tonkō no tabi (敦煌の旅)
  - Katō Kyūzō für Ten no hebi – Nikolai Newski no shōgai (天の蛇－ニコライ・ネフスキーの生涯, ~ Nikorai Nefusuki no shōgai)
- 1977
  - Hotta Yoshie für Francisco de Goya (フランシスコ・デ・ゴヤ, Furanshisuko de Goya)
  - Maruyama Masao für Senchū to sengo no aida (戦中と戦後の間)
- 1978
  - Kondō Noboyuki für Kojima Usui (小島烏水)
  - Takada Hiroshi für Kotoba no umi e Ōtsuki Fumihiko-den (言葉の海へ　大槻文彦伝)
- 1979
  - Kawamori Yoshizō für Paris no yūshū – Baudelaire no Paris (パリの憂愁 – ボードレールのパリ, ~ Bōdorēru no Pari)
  - Hinata Yasushi für Hate naki tabi (果てなき旅)
- 1980
  - Tomonaga Shinichirō für Butsurigaku to wa nan darōka (物理学とは何だろうか)
  - Katō Shūichi für Nihon bungakushi josetsu (日本文学史序説)

### 1981 bis 1990
- 1981
  - Abe Kinya für Chūsei no mado kara (中世の窓から)
  - Uchida Yoshihiko für Sakuhin toshite no shakaikagaku (作品としての社会科学)
- 1982
  - Tsurumi Shunsuke für Senjiki Nihon no seishinshi (戦時期日本の精神史)
  - Kawai Hayao für Mukashibanashi to Nihonjin no kokoro (昔話と日本人の心)
- 1983
  - Ōe Kenzaburō für Atarashii hito yo mezameyo (新しい人よ眼ざめよ)
  - Shimura Fukumi für Isshiku isshō (一色一生)
- 1984
  - Kin Sekihan für Kazantō (火山島)　
  - Hoga Tooru für Kaiga no ryōbun: Kindai Nihon hikakubunkashi kenkyū (絵画の領分　近代日本比較文化史研究)
- 1985
  - Ōe Shinobu für Kogarashi no toki (凩の時)　
  - Miura Tetsuo für Byakuya o tabisuru hitobito (白夜を旅する人々)
- 1986
  - Ide Magoroku für Owari naki tabi – „Chūgoku zanryūkoji“ no rekishi to genzai (終わりなき旅－「中国残留孤児」の歴史と現在)
  - Kaga Otohiko für Jitsugen (湿原)
- 1987
  - Yamada Akira für Augustinus kōwa (アウグスティヌス講話)
- 1988
  - Shiba Ryōtarō für Dattan shippūroku (韃靼疾風録)
  - Yamada Keiji für Kuroi kotoba no kūkan — Miura Baien no shizen tetsugaku (黒い言葉の空間－三浦梅園の自然哲学)
- 1989
  - Nishimura Saburō für Linné to sono shitotachi (リンネとその使徒たち, Rinne ~)
  - Harada Masazumi für Minamata ga utsusu sekai (水俣が映す世界)
- 1990
  - Miyashita Shirō für Hon no toshi Lyon (本の都市リヨン)
  - Fujikawa Hideo für Kan Chazan (菅茶山)
  - Nakamura Yoshikazu für Sei naru Roshia o motomete: Kyūkyōto no Yūtopia (聖なるロシアを求めて 旧教徒のユートピア)

### 1991 bis 2000
- 1991
  - Ōzasa Yoshio für Kagan no hito: Hanayagi Shōtarō (花顔の人 花柳章太郎)
- 1992
  - Yan Ansheng für Nihon ryūgaku seishinshi (日本留学精神史)
  - Konishi Jinichi für Nihon Bungeishi (日本文藝史)
- 1993
  - Nakamura Takafusa für Shōwa-shi (昭和史)
  - Tada Tomio für Men’eki no imiron (免疫の意味論)
- 1994
  - Kamei Shunsuke für American Hero no keifu (アメリカン・ヒーローの系譜, Amerikan hīrō ~)
  - Yoshimura Akira für Tengu sōran (天狗争乱)
- 1995
  - Oda Kyūrō[1] für Sengo shidan shishi (戦後詩壇私史)
  - Nakazono Eisuke für Torii Ryūzō-den (鳥居龍蔵伝)
- 1996
  - Sugimoto Hidetarō für Heike Monogatari (平家物語)
  - Yamaguchi Masao für „Haisha“ no seishinshi (「敗者」の精神史)
- 1997
  - Nakanishi Susumu für Genji Monogatari to Haku Kyoi (源氏物語と白楽天)
  - Nakajima Hideto für Robert Hooke: Newton ni kesareta otoko (ロバート・フック　ニュートンに消された男, Robāto Fukku: Nyūton ~)
- 1998
  - Kita Morio für Seinen Mokichi, Sōnen Mokichi, Hōkō Mokichi, Mochiki Bannen (青年茂吉, 壮年茂吉, 茂吉彷徨, 茂吉晩年)
- 1999
  - Takai Yuichi für Takaraka na banka (高らかな挽歌)
  - Maruya Saiichi für Shinshin hyakunin isshu (新々百人一首)
- 2000
  - Yasuoka Shōtarō für Kagamigawa (鏡川)

### 2001 bis 2010
- 2001
  - Tsushima Yūko für Warai Ōkami (笑いオオカミ)
  - Hagiwara Nobitoshi für Tōi gake: Ernest Satow nikkishō (遠い崖 アーネスト・サトウ日記抄)
- 2002
  - Osabe Hideo für Sakurambo to Kirisuto: Mō hitotsu no Dazai Osamu-den (桜桃とキリスト もう一つの太宰治伝)
  - Kameyama Ikuo für Haritsuke no roshia: Stalin to geijutsukatachi (磔のロシア スターリンと芸術家たち)
- 2003
  - Yamamoto Yoshitaka für Jiryoku to jūryoku no hakken (磁力と重力の発見)
- 2004
  - Saeki Kazumi für Tettō kazoku (鉄塔家族)
  - Wakakuwa Midori für Quattro ragazzi: Tenshō shōnen shisetsu to sekaiteikoku (クアトロ・ラガッツィ　天正少年使節と世界帝国)
- 2005
  - Tomioka Taeko für Saikaku no kanjō (西鶴の感情)
  - Rībi Hideo (Ian Hideo Levy) für Chiji ni kudakete (千々にくだけて)
- 2006
  - Tasogawa Hiroshi für Kurosawa Akira vs Hollywood: „Tora! Tora! Tora!“: Sono nazo no subete (黒澤明VS.ハリウッド 「トラ・トラ・トラ!」その謎のすべて)
  - Tsujihara Noboru für Hana wa sakuragi (花はさくら木)
- 2007
  - Yoshida Shūichi – Akunin (悪人)
  - Saishō Hazuki für Hoshi Shin’ichi: 1001 hanashi o tsukutta hito (星新一　一〇〇一話をつくった人)
- 2008
  - Iijima Kazuichi für Shussei zen’ya (出星前夜)
- 2009
  - Ishikawa Kyūyō für Kindai Shoshi (近代書史)
- 2010
  - Watanabe Kyōji für Kurofune zen’ya Roshia, Ainu, Nihon no sangokushi (黒船前夜 ロシア・アイヌ・日本の三国志)

### 2011 bis 2020
- 2011
  - Tsukasa Osamu für Hon no mahō (本の魔法)
- 2012
  - Mizumura Minae für Haha no isan — shimbun shōsetsu (母の遺産　新聞小説)
- 2013
  - Otokawa Yūzaburō für Sekiryō sanmyaku (脊梁山脈)
- 2014
  - Hasegawa Ikuo für Yoshida Ken’ichi (吉田健一)
- 2015
  - Kim Shi-jong für Chōsen to Nihon ni ikiru — Saishūtō kara Ikaino e (朝鮮と日本に生きる－済州島から猪飼野へ)
- 2016
  - Asada Jirō für Kikyō (帰郷)
- 2017
  - Takamura Kaoru für Tsuchi no ki jō (土の記　上)
  - Takamura Kaoru für Tsuchi no ki ge (土の記　下)
- 2018
  - Kakuhata Yūsuke für Kyokuyakō (極夜行)
- 2019
  - Kurokawa Sō für Tsurumi Shunsuke den (鶴見俊輔伝)
- 2020
  - Utsumi Ken für Kinkaku o  yakanakereba naranu — Hayashi Yōken to Mishima Yukio (金閣を焼かなければならぬ　林養賢と三島由紀夫)

### 2021 bis 2030
- 2021
  - Horikawa Keiko für Akatsuki no Ujina — rikugun senpaku shireikan-tachi no Hiroshima (暁の宇品　陸軍船舶司令官たちのヒロシマ)
- 2022
  - Hoshino Hiromi für Sekai wa Gotanda kara hajimatta (世界は五反田から始まった)
- 2023
  - Hirayama Shūkichi für Ozu Yasujirō (小津安二郎)
- 2024
  - Hibino Kei für ‚Kigeki‘ no tanjō — hyōden Soganoya Gorō (「喜劇」の誕生 評伝・曾我廼家五郎)